# Аутомат са угњежденим стеком
У теорији аутомата, аутомат са угнежђеним стеком је коначни аутомат који може да користи стек који садржи податке који могу да буду додатни стекови. Аутомат са угњежедним стеком може да чита свој стек осим што може да врши класичне операције уметања на стек и скидања са стека. Аутомат са угнежђеним стеком је у стању да препозна индексиран језик.